# Корешков Олександр Геннадійович
Олександр Геннадійович Корешков (28 жовтня 1968, Усть-Каменогорськ, СРСР) — казахський хокеїст, лівий крайній нападник. 
Старший брат Євгена Корешкова.
Виступав за «Торпедо» (Усть-Каменогорськ), «Металург» (Магнітогорськ), «Сибір» (Новосибірськ), «Сєвєрсталь» (Череповець), «Мечел» (Челябінськ), «Барис» (Астана).
У складі національної збірної Казахстану провів 78 матчів (83 очки); учасник зимових Олімпійських ігор 1998 і 2006, учасник чемпіонатів світу 1993 (група C), 2003 (дивізіон I), 2004, 2005, 2006, 2007 (дивізіон I), 2009 (дивізіон I) і 2010. 
Брат: Євген Корєшков.
Досягнення
- Чемпіон Росії (1999, 2001), срібний призер (1998), бронзовий призер (1995, 2000).
- Фіналіст Кубка ІІХФ (1996)
- Європейська хокейна ліга (1999, 2000)
- Володар Суперкубка Європи (2000)
- Володар Кубка Росії (1998).